# Jeff Durand
Jeff Durand (26 marzo 1976) è un ex sciatore alpino canadese, vincitore della Nor-Am Cup nel 1999.

## Biografia
Durand, velocista originario di Calgary, in Nor-Am Cup vinse la classifica di discesa libera nella stagione 1996-1997; nella stagione 1998-1999, dopo aver ottenuto fra l'altro la sua ultima vittoria nel circuito continentale nordamericano (il 26 febbraio a Sugarloaf in supergigante), si aggiudicò sia la classifica generale, sia quella di discesa libera.
In Coppa del Mondo esordì il 27 novembre 1999 a Vail/Beaver Creek in discesa libera senza completare la prova, ottenne il miglior piazzamento il 18 dicembre seguente in Val Gardena nella medesima specialità (21º) e prese per l'ultima volta il via il 21 gennaio 2001 a Kitzbühel ancora in discesa libera, senza completare la prova. Conquistò l'ultimo podio in Nor-Am Cup il 4 marzo 2001 a Whistler in supergigante (3º) e si ritirò al termine di quella stessa stagione 2000-2001: la sua ultima gara fu lo slalom gigante dei Campionati canadesi 2001, disputato il 27 marzo a Mont-Orford e chiuso da Durand al 10º posto. In carriera non prese parte a rassegne olimpiche o iridate.

## Palmarès

### Coppa del Mondo
- Miglior piazzamento in classifica generale: 120º nel 2000

### Nor-Am Cup
- Vincitore della Nor-Am Cup nel 1999
- Vincitore della classifica di discesa libera nel 1997[1] e nel 1999
- 15 podi (dati dalla stagione 1994-1995):
  - 8 vittorie
  - 3 secondi posti
  - 4 terzi posti

#### Nor-Am Cup - vittorie
| Data             | Località    | Paese       | Specialità |
| ---------------- | ----------- | ----------- | ---------- |
| 14 gennaio 1997  | Sugarloaf   | Stati Uniti | DH         |
| 15 gennaio 1997  | Sugarloaf   | Stati Uniti | DH         |
| 4 dicembre 1998  | Lake Louise | Canada      | DH         |
| 5 dicembre 1998  | Lake Louise | Canada      | SG         |
| 22 febbraio 1999 | Sugarloaf   | Stati Uniti | SG         |
| 24 febbraio 1999 | Sugarloaf   | Stati Uniti | DH         |
| 25 febbraio 1999 | Sugarloaf   | Stati Uniti | DH         |
| 26 febbraio 1999 | Sugarloaf   | Stati Uniti | SG         |

Legenda:

DH = discesa libera

SG = supergigante

### Campionati canadesi
- 4 medaglie (dati dalla stagione 1994-1995):
  - 3 argenti (discesa libera, supergigante nel 1999; discesa libera nel 2001)
  - 1 bronzo (supergigante nel 2001)